# 北京交通大学建筑与艺术学院
北京交通大学建筑与艺术学院，为北京交通大学的一个学院。
北京交通大学建筑学科于1985年恢复招生，2007年从土木建筑学院划出，2012年5月改为建筑艺术学院。

## 下设机构
- 建筑系
- 媒體與設計藝術系
- 城鄉規劃系